# Grzywacka Góra
Grzywacka Góra nad Kątami (567 m) – szczyt w zachodniej części Beskidu Niskiego, w paśmie Beskidu Dukielskiego. 
Na jej wierzchołku znajduje się wieża widokowa z krzyżem milenijnym z 1999. Ze szczytu rozciąga się panorama w wielu kierunkach. 
Na stokach Grzywackiej Góry, na wschód (północny wschód) od jej wierzchołka znajduje się mniejsze wzgórze Zamczysko, obecnie zalesione, na którym znaleźć można grodzisko – ruiny dawnej warowni.

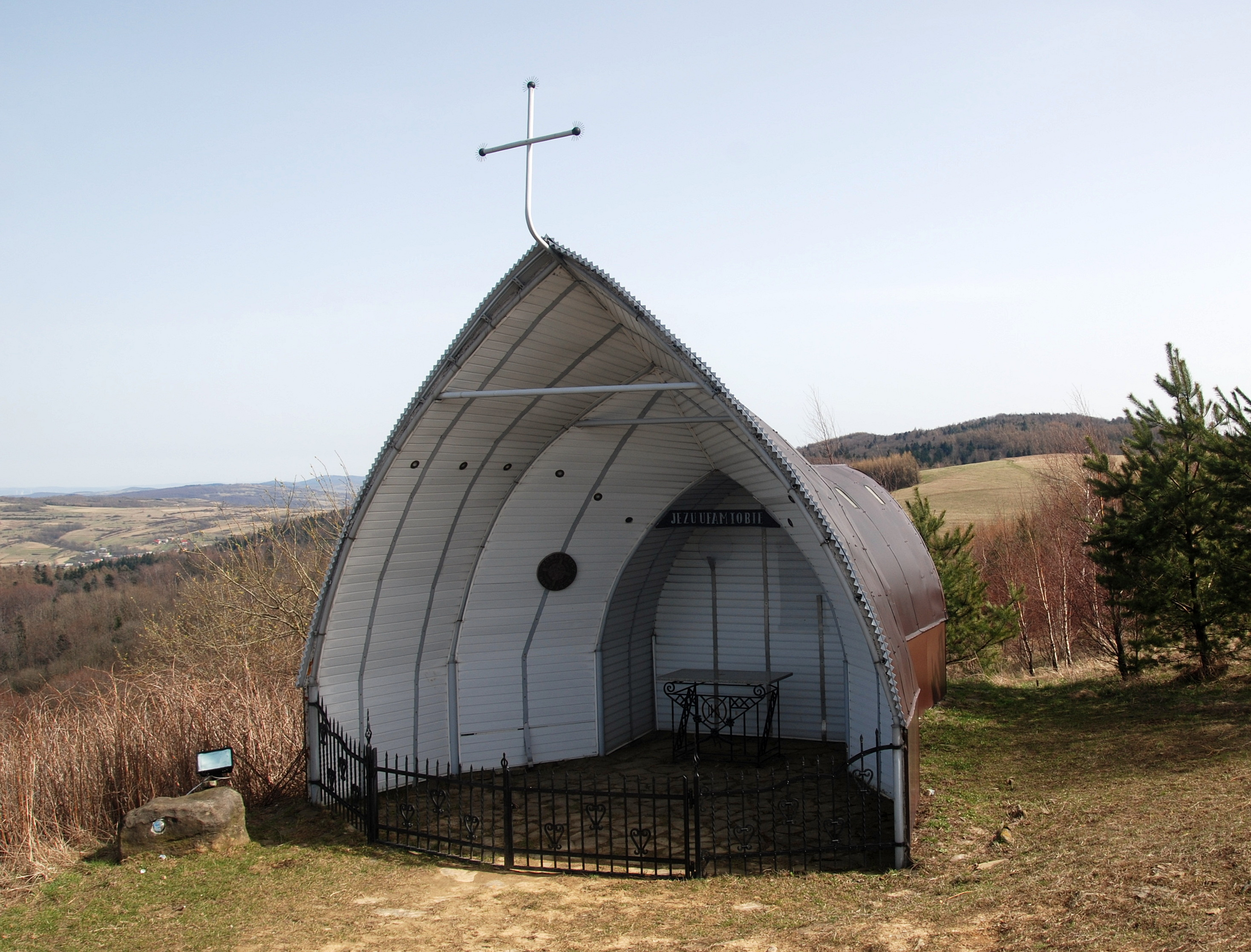
Kaplica pod wierzchołkiem
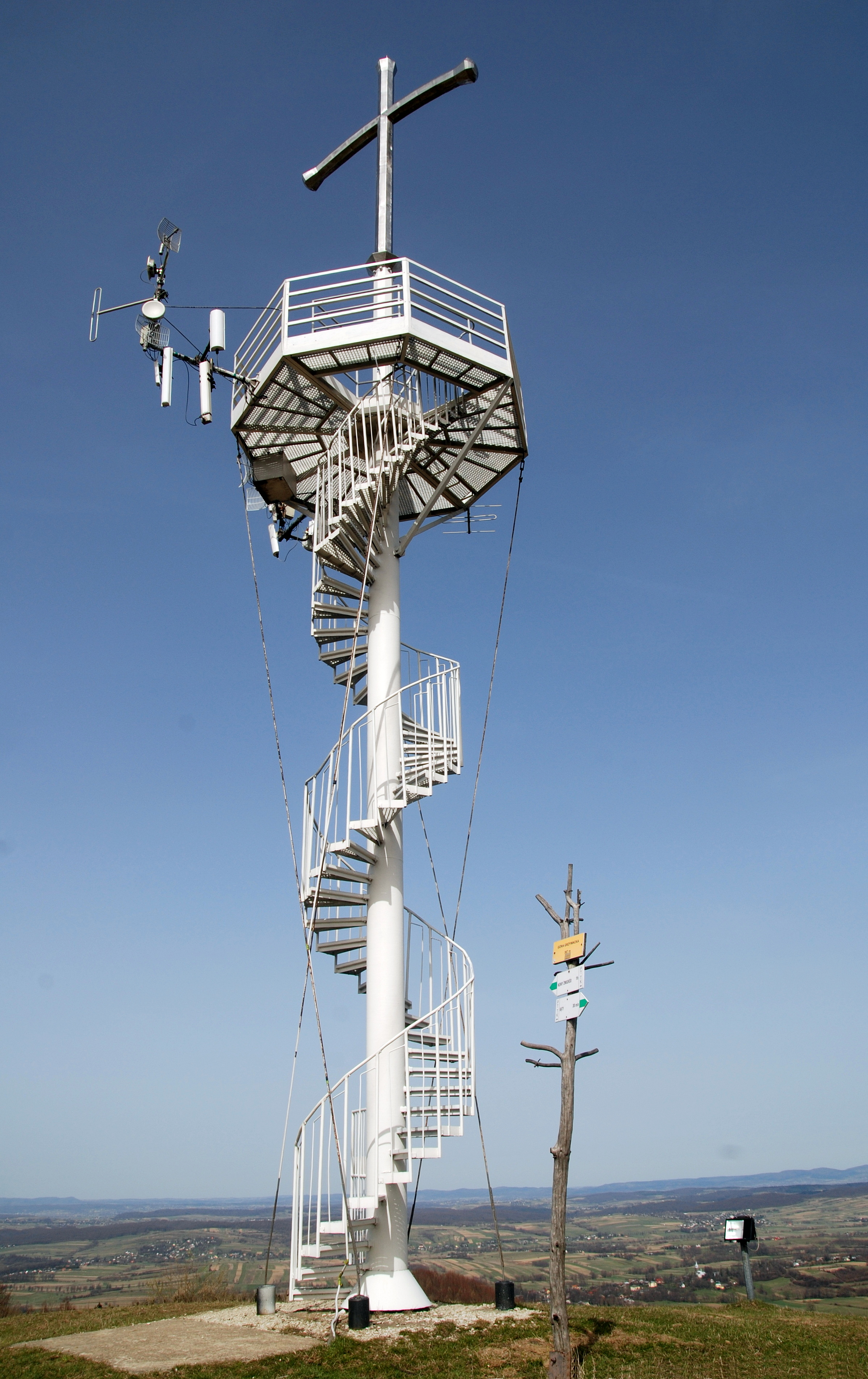
Wieża widokowa z krzyżem milenijnym
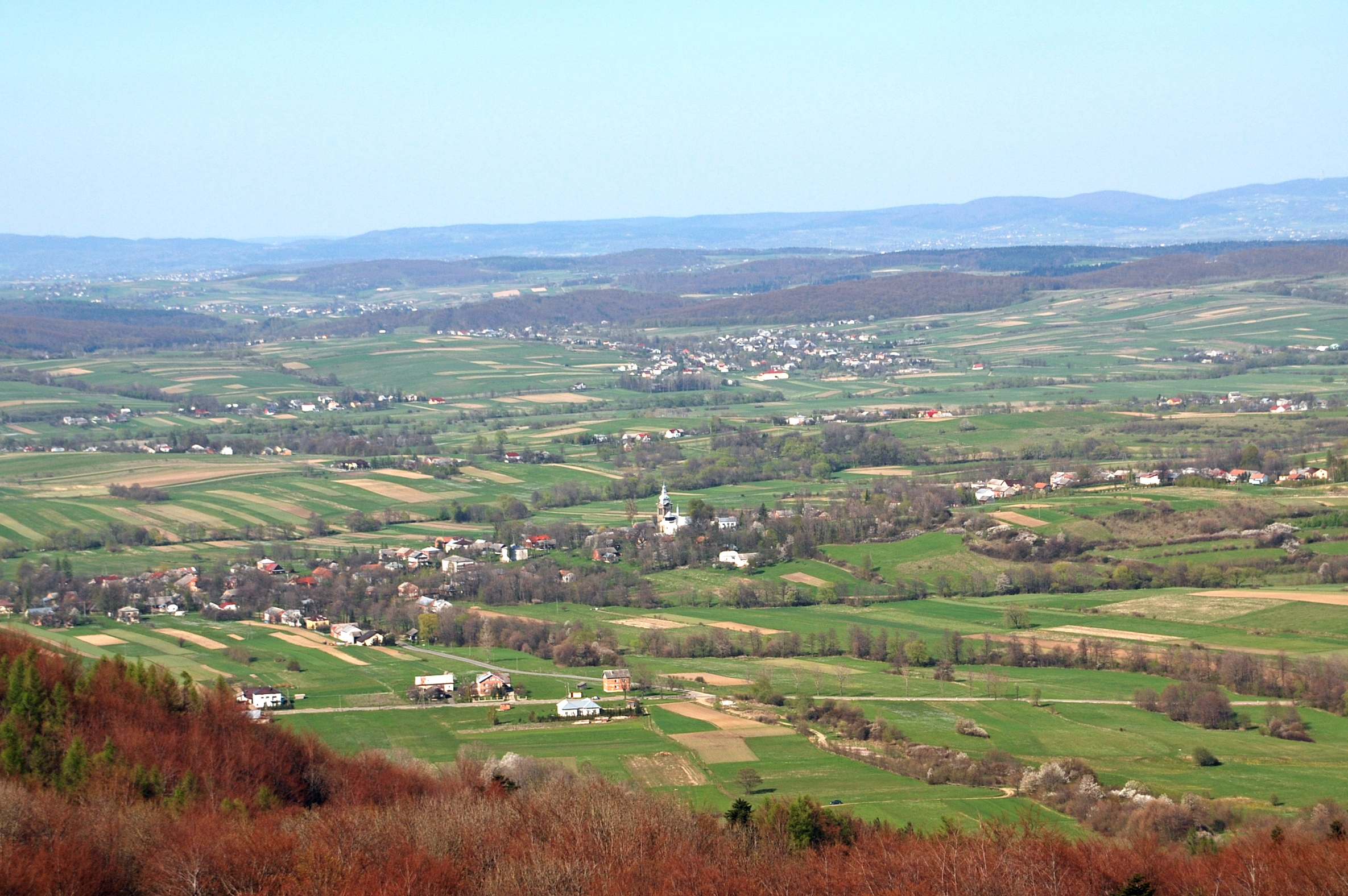
Widok z wieży na Stary Żmigród

## Szlaki turystyczne
– czerwony szlak Kamień (714 m) – Kąty – Grzywacka Góra (567 m) – Łysa Góra (641 m) – Polana (651 m) – Chyrowa – Pustelnia Św. Jana z Dukli (Główny Szlak Beskidzki)
 – zielony szlak Mrukowa – Nowy Żmigród – Grzywacka Góra (567 m) – Kąty – Kamień (714 m).